# Соходол и Вогъл
Соходол и Вогъл или Малък Суходол (на албански: Sohodoll i Vogël или Sohodolli i Vogël) е село в Република Албания, част от община Дебър, административна област Дебър.

## География
Селото е разположено в историко-географската област Долни Дебър по долината на Черни Дрин в западните склонове на Кораб.

## История
След Балканската война в 1913 година селото попада в новосъздадена Албания.
До 2015 година селото е част от община Кастриот.